# Cav1.1
Cav1.1は別名、電位依存性L型カルシウムチャネルαサブユニット(CACNA1S)と呼ばれ、CACNA1S遺伝子にエンコードされているヒトのタンパク質である。 CACNL1A3およびジヒドロピリジン受容体 (DHPR)の名でも知られる。

## 機能
この遺伝子は、骨格筋細胞中のゆっくりと非活性化されるL型電位依存性カルシウムチャネルの5つのサブユニットの1つをエンコードしている。この遺伝子の変異は、低カリウム性周期性四肢麻痺、甲状腺中毒性周期性四肢麻痺、および悪性高熱症素因性に関与している。
Cav1.1は、筋肉のT管中に見出された電位依存性カルシウムチャネルである。骨格筋中で、機械的なリンクを経て筋小胞体のリアノジン受容体RyR1と結合している。この神経筋接合部において、神経刺激から終板電位の形で引き起こされた電位変化は、次にナトリウムチャネルを介して筋側の活動電位となってT管を伝達し、Cav1.1はT管の電位変化を検出する。
筋が脱分極する際、このチャネルはカルシウムが細胞質へと流入するように開口し、それに反応してRyR1が筋小胞体から増倍されたカルシウム流入を引き起こす。この一連の信号伝達はカルシウムシグナリングと呼ばれ、筋を収縮するために引き起こされる興奮収縮連関のプロセスである。

## 臨床的意義
低カリウム性周期性四肢麻痺(HOKPP)では、Cav1.1のタンパク質ドメイン2および4中の電位センサーが変異し(機能欠失型変異)、脱分極に反応するチャネルが利用できなくなり、そのため効果的にリアノジン受容体を活性化できなくなる。その結果、筋肉がうまく収縮することが不可能となり、麻痺の形で患者に現れる。低カリウム性周期性四肢麻痺では、細胞外カリウムイオン濃度の低下により、筋が静止電位へと再分極されるのが速くなった結果、カルシウムの伝達が発生してもそれを維持することができない。筋が収縮する閾値に達するのは困難であり、たとえ到達した場合でも筋は弛緩する傾向にある。このためカリウムイオン濃度が維持されれば重症度は改善する。対照的に、高カリウム性周期性四肢麻痺は、筋の脱分極を維持するナトリウムチャネルの機能獲得型変異のことを指し、カリウムイオン濃度が「高い」と悪化する。

## 遮断薬
Cav1.1はジヒドロピリジンによって遮断される。